# Malick Sylla
Pour les articles homonymes, voir Sylla.
Malick Sylla est un député et homme politique guinéen.
Il est député à l'Assemblée nationale, élu le 22 avril 2020 jusqu'au 5 septembre 2021.

## Biographie
Il est membre de l'Union démocratique de Guinée (UDG). Il est le principal conseiller du cabinet du chef de file de l'opposition Mamadou Sylla,.
Député de l'UDG aux élections législatives du 22 mars 2020, il est membre de la commission mines et industrie de la IXe législature de la république de Guinée,.